# Izraelská lira
Izraelská lira (hebrejsky: לִירָה יִשְׂרְאֵלִית, Lira Jisr'elit, množné číslo: Lirot Jisr'elijot, לִירוֹת יִשׂרְאְלִיּוֹת), nebo také Izraelská libra, byla oficiální izraelskou měnou krátce po jeho založení v roce 1948 až do roku 1980, kdy byla nahrazena izraelským šekelem. Libra/lira se původně dělila do 1 000 mil. Označení libra bylo pozůstatkem po měně z obdobní britského mandátu Palestina, která se nazývala palestinská libra. Jako první došlo k postupnému přejmenování mincí, kdy se začala namísto Mil používat pruta (פרוטה). Po přejmenování Anglo-palestinské banky na Národní banku (Bank Leumi), se spíše než označení izraelská libra, používalo označení izraelská lira. 1. ledna 1954 bylo zrušeno svázání měny s britskou librou a v roce 1960 došlo ke změně rozdělení liry z 1000 prutot na 100 agorot (אגורות חדשות). Během 60. let probíhala diskuse o nehebrejském názvu měny, která vyústila v zákon, který nařizoval Ministrovi financí změnit název lira na hebrejský název, šekel (שקל). Zákon rovněž umožňoval ministrovi zvolit datum změny. To se stalo v únoru 1980, kdy se izraelská vláda rozhodla změnit monetární systém v poměru 1 šekel = 10 lirot. K tomu došlo 30. září 1980.